# 土庫曼納巴德

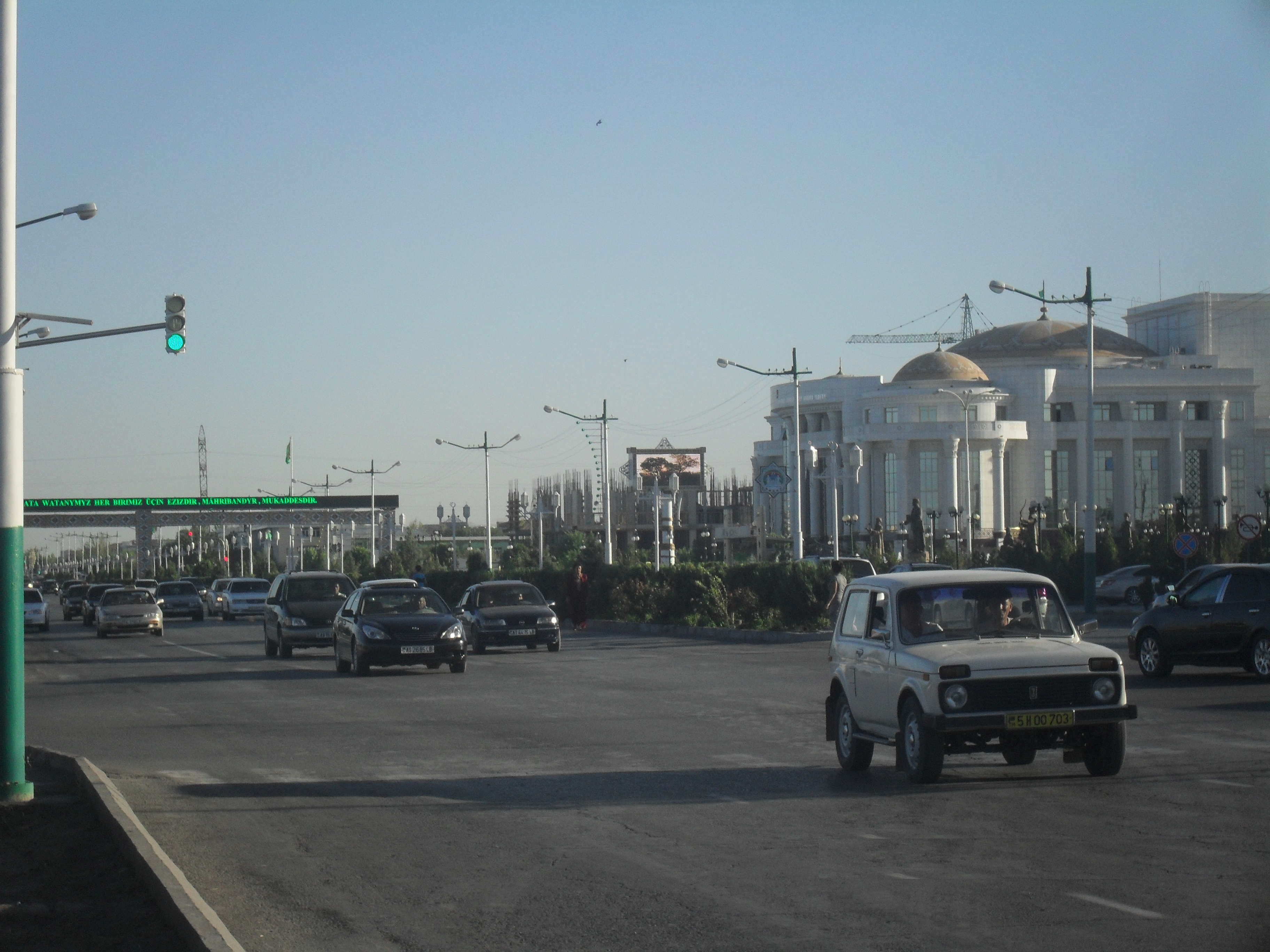
土庫曼納巴德

土庫曼納巴德，一译土库曼纳巴特，舊稱查爾朱（羅馬化：Chardzhou，一译查尔朱伊），是土庫曼斯坦東部的一座城市，萊巴普州首府。位於阿姆河畔，靠近与乌兹别克斯坦的边境，是土库曼斯坦第二大城市。1999年人口203,000人。

## 历史
该地区为古城阿摩勒（Amul）所在地，该城遗址推测在约公元1世纪至4世纪之间。考古发现了贵霜铜币。11世纪，阿摩勒城为塞尔柱人占领。1221年，阿摩勒城为蒙古军队所摧毁。
巴布尔在其回忆录中称，他率部行军至阿摩勒城遗址附近时，在阿姆河岸边扎营，营地附近有四条壕沟，故称“查尔朱伊”（波斯语“四条沟渠”之意）。其后查尔朱伊隶属于布哈拉汗国。
19世纪末，俄罗斯帝国决定在查尔朱伊修建一条横跨阿姆河的铁路。其后以火车站为中心，在查尔朱伊旧城旁边形成了新城，称新查尔朱伊。
1924年至1927年间改称为列宁斯克。其后改回新查尔朱伊。1940年至1999年间称查尔朱伊。1999年，土库曼斯坦总统尼亚佐夫将该城改称为土库曼纳巴德，波斯语中意为“土库曼之城”。

## 对外交流

### 姊妹城市
- 中国日照市（2003年10月25日）
- 土耳其伊兹密尔（1994年6月21日）